# Адмирал Виноградов
Фрегат «Адмира́л Виногра́дов» — советский и российский многоцелевой фрегат 1-го ранга проекта 1155М с управляемым ракетным вооружением дальней морской и океанской зоны,  в составе Тихоокеанского флота ВМФ России. Бортовой номер 572. Назван в честь адмирала Н. И. Виноградова.

## Строительство
Заложен на Прибалтийском судостроительном заводе «Янтарь» в Калининграде 5 февраля 1986 года под заводским номером 116. Спущен на воду 4 июня 1987 года. Вступил в строй 30 декабря 1988 года, введён в состав Тихоокеанского флота 1 мая 1989 года.

## Вооружение
Планируемое вооружение фрегата после модернизации:
- Ракеты «Калибр-НК» или «Циркон»[2];
- артустановка А-190 с боекомплектом 1200 выстрелов;
- четыре зенитных 30-мм шестиствольных установки АК-630;
- 48 ячеек ЗРК «Штиль»;
- противоторпедный и противолодочный комплекс «Пакет-НК» на 8 торпед побортно;
- ракета-торпеды Р90, Р91;
- два вертолёта типа Ка-27ПЛ.

## Служба
С 11 января 2009 года большой противолодочный корабль «Адмирал Виноградов» защищал суда от пиратов в районе Африканского рога, БПК «Адмирал Виноградов» — первый боевой корабль в отряде   ТОФ направленный в Аденский залив, сменив на этом посту СКР «Неустрашимый» Балтийского флота.
13 января 2009 года пиратские быстроходные катера приблизились к голландскому судну «Нэдмолд Баренс». Его капитан подал сигнал о помощи, который был принят большим противолодочным кораблём «Адмирал Виноградов». После того, как в воздух был поднят два вертолёта Ка-27, пиратские лодки прекратили преследование. Одна из лодок ушла от преследования, но была задержана береговой охраной Йемена в их территориальных водах. Две другие лодки были подвергнуты предупредительнму обстрелу по курсу движения с вертолётов, после чего остановились и были досмотрены российскими моряками, на их борту изъято стрелковое оружие, оборудование для абордажа и т.д. Лодки и их экипажи позднее были переданы властям Йемена. В конце марта 2009 года на этом посту БПК «Адмирал Виноградов» сменил БПК «Адмирал Пантелеев» Тихоокеанского флота. За этот период корабль прошёл более 25 000 миль.
В конце 2010 года в районе Африканского рога БПК «Адмирал Виноградов» Тихоокеанского флота сменил на посту БПК «Адмирал Левченко» Северного флота.
В 2013 году БПК «Адмирал Виноградов» провёл более пяти месяцев на боевой службе и побывал с визитами в портах Янгон (Мьянма), Пусан (Республика Корея) и Майдзуру (Япония), где прошло совместное учение с морскими силами самообороны Японии по совместному поиску и спасению терпящего бедствия судна. Завершилась боевая служба в феврале 2014 года.
29 октября 2014 года из Владивостока в дальний поход вышел отряд кораблей Тихоокеанского флота во главе с большим противолодочным кораблём «Адмирал Виноградов». В отряд также входят танкер «Илим» и морской буксир «МБ-37». В задачи похода входит обеспечение военно-морского присутствия и демонстрация флага в одном из районов Тихого океана.
БПК «Адмирал Виноградов» со 2 мая 2016 года принял участие в многонациональных антитеррористических морских учениях, проходящих под эгидой встречи министров обороны Ассоциации государств Юго-Восточной Азии (АСЕАН) в территориальных водах султаната Бруней-Даруссалам. Ожидалось, что они продлятся до 12 мая, и в них будут задействованы 3 тысячи военнослужащих, 18 кораблей, 17 вертолётов и два самолёта из Австралии, Брунея, Индии, Китая, Новой Зеландии, России, Сингапура, США, Южной Кореи и Японии.
8 августа 2016 года в составе группы кораблей вернулся во Владивосток после 136-дневного похода протяжённостью 26 тысяч морских миль.
С 1 апреля 2019 года совершает дальний морской поход с заходами в порты государств Азиатско-Тихоокеанского региона. Примет участие в российско-китайском военно-морском учении «Морское взаимодействие-2019».
24 ноября 2020 года в заливе Петра Великого выполнил задачу по пресечению вторжения американского эсминца УРО «Джон Маккейн» в территориальные воды Российской Федерации, угрожая выполнить таранный манёвр против нарушителя.
С 2021 по 2025 год БПК встал на ремонт и модернизацию в ЦСР «Дальзавод» под ракетный комплекс «Калибр», «Оникс», «Циркон», «Уран», переклассифицирован во фрегат УРО.